# سیارک ۴۶۰۵۳
سیارک ۴۶۰۵۳ (به انگلیسی: 46053 Davidpatterson، نامگذاری:2001DB77) چهل و شش هزار و پنجاه و سومین سیارک کشف شده‌است که در ۲۱ فوریه ۲۰۰۱ کشف شد.